# جون ماري
جون ماري (بالإنجليزية: John Mary)‏ (9 مارس 1993 في نيجيريا - ) هو لاعب كرة قدم نيجيري في مركز الهجوم . شارك مع منتخب الكاميرون تحت 20 سنة لكرة القدم. أما مع النوادي، فقد لعب مع نادي بوريرام يونايتد ونادي فويفودينا ويونيون دوالا ونادي الشباب السعودي وBangkok Christian College F.C. ‏ وKrabi F.C. ‏ وPT Prachuap F.C. ‏.

## وصلات خارجية
- جون ماري على موقع اتحاد تركيا (لاعب) (الإنجليزية)
- جون ماري على موقع رابطة كرة القدم اليابانية للمحترفين (اليابانية)
- جون ماري على موقع قاعدة بيانات كرة القدم.إي يو (الإنجليزية)
- جون ماري على موقع ناشيونال فوتبول تيمز (الإنجليزية)
- جون ماري على موقع Soccerway.com (الإنجليزية)
- جون ماري على موقع عالم كرة القدم.نت (الإنجليزية)